# نوبویوکی کاواشیما
نوبویوکی کاواشیما (انگلیسی: Nobuyuki Kawashima؛ زادهٔ ۴ فوریهٔ ۱۹۹۲) بازیکن فوتبال اهل ژاپن است.